# Neita lotenia
Neita lotenia là một loài bướm ngày thuộc họ Nymphalidae. Nó được tìm thấy ở Nam Phi trên các sườn núi cỏ và các vùng thảo nguyên dọc theo nam và đông nam KwaZulu-Natal và Lesotho của Drakensberg.
Sải cánh dài 45–48 mm đối với con đực và đối với con cái. Con trưởng thành bay từ cuối tháng 11 đến tháng 1. Có một lứa một năm.
Ấu trùng có thể ăn các loài cỏ Poaceae.